# Maïmouna Ndoye Seck
Pour les articles homonymes, voir Ndoye et Seck.
Maïmouna Ndoye Seck est une mathématicienne et femme politique sénégalaise, polytechnicienne et ministre de l'Énergie puis des Transports.

## Biographie
Maïmouna Ndoye Seck est née en 1962 à Dakar et y poursuit ses études jusqu'à l'École polytechnique de Thiès, qu'elle intègre en 1982 ; elle en est la première femme diplômée. Elle sort major de sa promotion en Ingénierie et conception en génie mécanique.
Elle est également titulaire d’un master en gestion et économie de l’énergie.

### Carrière politique
Elle a été ancienne directrice de cabinet du ministre de l’Énergie, ancienne conseillère à la Primature.
En 2013, elle intègre le gouvernement Touré en tant que ministre de l’Énergie, puis poursuit en 2014 au sein du gouvernement Dionne avec la fonction de ministre de l'Énergie et du Développement des énergies renouvelables.
Elle préside actuellement la Commission de régulation du secteur de l’électricité (CRSE). Son objectif est de rendre l’énergie accessible et à un moindre coût.
Au remaniement suivant, en 2015, elle devient ministre du Tourisme et des Transports aériens. Elle a pour charge de relancer un secteur sinistré, notamment avec les difficultés de la compagnie aérienne Sénégal Airlines. En septembre 2017, elle devient ministre du Transport aérien et du Développement des infrastructures aéroportuaires.